# Język komi
Język komi (zyriański) – język z grupy permskiej języków ugrofińskich (rodzina uralska). Posługuje się nim ok. 345 tys. Komiaków (dawniej Zyrian), ludu zamieszkującego głównie Republikę Komi w północno-zachodniej części Rosji.
Do zapisu języka używany był w przeszłości oparty na cyrylicy i piśmie greckim alfabet staropermski, który jednak w XVI wieku wyszedł z użycia na rzecz cyrylicy. Literatura w języku komi istnieje od XIV w.

## Alfabet
| А а | Б б | В в | Г г | Д д | Е е | Ё ё |
| Ж ж | З з | И и | І і | Й й | К к | Л л |
| М м | Н н | О о | Ӧ ӧ | П п | Р р | С с |
| Т т | У у | Ф ф | Х х | Ц ц | Ч ч | Ш ш |
| Щ щ | Ъ ъ | Ы ы | Ь ь | Э э | Ю ю | Я я |

## Fonologia

### Samogłoski
Język komi ma siedem samogłosek.
|         | przednie | środkowe | tylne |
| ------- | -------- | -------- | ----- |
| wysokie | i        | ɨ        | u     |
| średnie | e        | ə        | o     |
| niskie  |          | a        |       |

Samogłoski [u] i [o] są zaokrąglone, pozostałe są niezaokrąglone.

### Spółgłoski
Język komi ma 26 spółgłosek.
|                    | wargowe | przedniojęzykowe | przedniojęzykowe | środkowo- językowe | tylno- językowe |
| zębowe             | wargowe | zadziąsłowe      |                  | środkowo- językowe | tylno- językowe |
| ------------------ | ------- | ---------------- | ---------------- | ------------------ | --------------- |
| zwarte             | p b     | t d              |                  | tʲ dʲ              | k ɡ             |
| zwarto-szczelinowe |         | (ʦ)              | ʧ ʤ              | ʨ ʥ                |                 |
| szczelinowe        | (f) v   | s z              | ʃ ʒ              | ɕ ʑ                | (x)             |
| nosowe             | m       | n                |                  | ɲ                  |                 |
| drżące             |         | r                |                  |                    |                 |
| boczne             |         | l                |                  | lʲ                 |                 |
| półsamogłoski      |         |                  |                  | j                  |                 |

Spółgłoski [f], [ʦ] i [x] występują tylko w niedawnych zapożyczeniach z języka rosyjskiego.